# Pectinotrichum llanense
Pectinotrichum llanense är en svampart som beskrevs av Varsavsky & G.F. Orr 1971. Pectinotrichum llanense ingår i släktet Pectinotrichum och familjen Onygenaceae.   Inga underarter finns listade i Catalogue of Life.